# Gaultheria alnifolia
Gaultheria alnifolia là một loài thực vật có hoa trong họ Thạch nam. Loài này được (Dunal) A.C.Sm. mô tả khoa học đầu tiên năm 1933.